# Xie Erhao
Xie Erhao, en xinès simplificat: 谢尔豪; en xinès tradicional: 謝爾豪; en pinyin: Xiè'ěrháo; (Wuhan, 1998) és un jugador professional de go. Va assolir la categoria de dan professional 1p el 23 de juliol de 2011.
El seu nom es va popularitzar a partir del 2012, quan a la 1a edició de la Bailling Cup —un torneig internacional que se celebra a la Xina—, va derrotar a Rui Naiwei (9p), Yamashita Keigo (9p), Kim Hyunchan i Li Kang (6p). En aquella ocasió, es va acabar classificant i va ser enaltit com el jugador més jove, fins aleshores, en arribar a una semifinal internacional.